# Brama Peskarija
Brama Peskarija (chorw. Vrata Peskarija, t. Velika vrata - "Wielka Brama", Vrata od Ribarnice - "Brama na targ rybny") – jedna z pięciu bram w murach miejskich Dubrownika. Znajduje się tuż na północ od Arsenału, na przedłużeniu głównej ulicy Stradun. Prowadzi z placu Pred Dvorom przed Pałacem Rektorów do starego portu, wprost na plac, na którym do drugiej połowy XIX wieku handlowano rybami (stąd nazwa). 
Brama została zbudowana w latach 1381-1387 w stylu gotyckim. Jest to największa brama miejska w Dubrowniku. Dwukrotnie, w 1632 i w 1785, miasto planowało dobudowę bramy zewnętrznej, ale ostatecznie do niej nie doszło. 
We wnęce nad bramą stoi posąg świętego Błażeja. 